# Pinanga

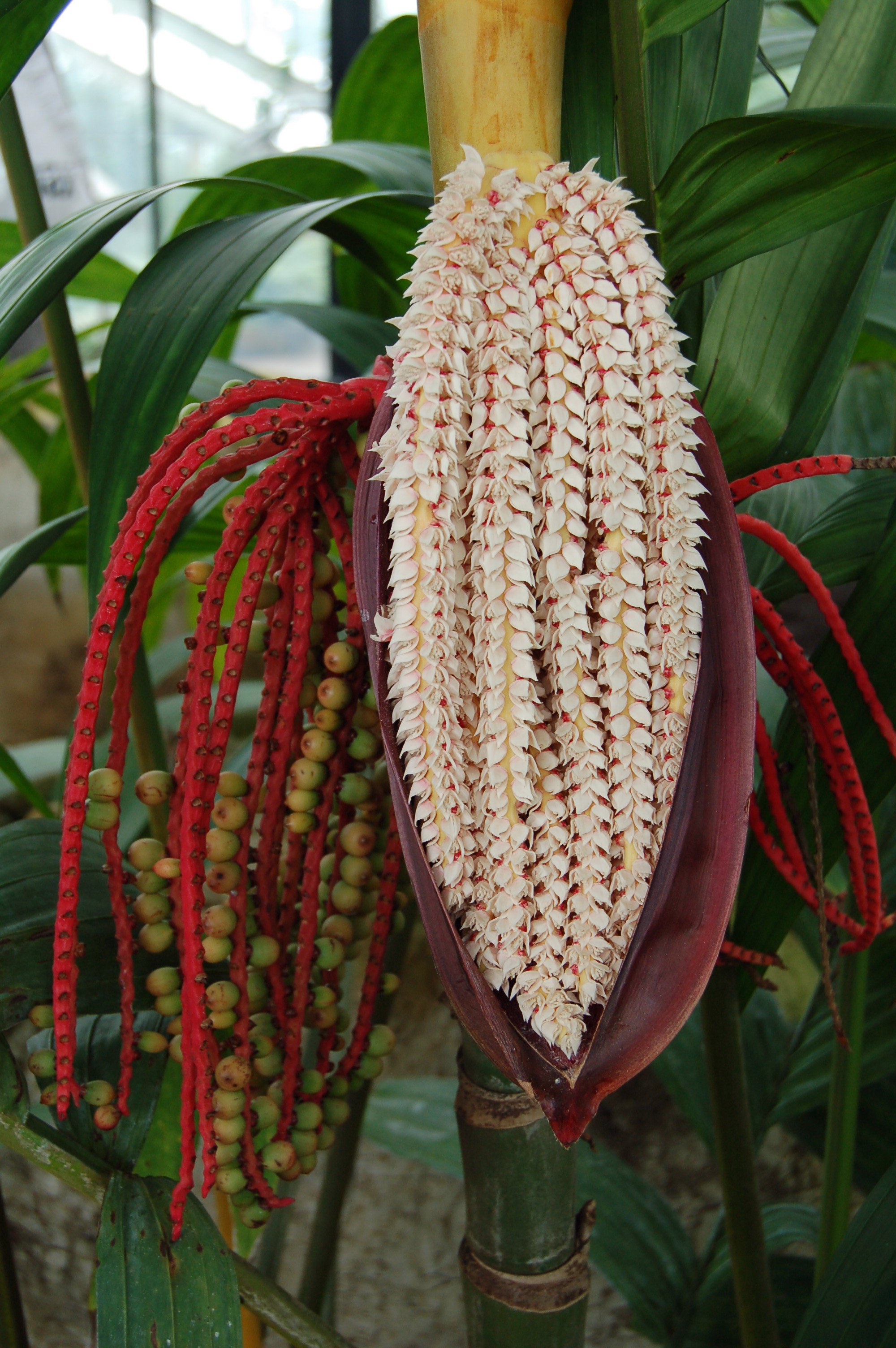
Kwiatostan i owoce Pinanga coronata. Pod kremowym kwiatostanem widać otwartą, bordową podsadkę

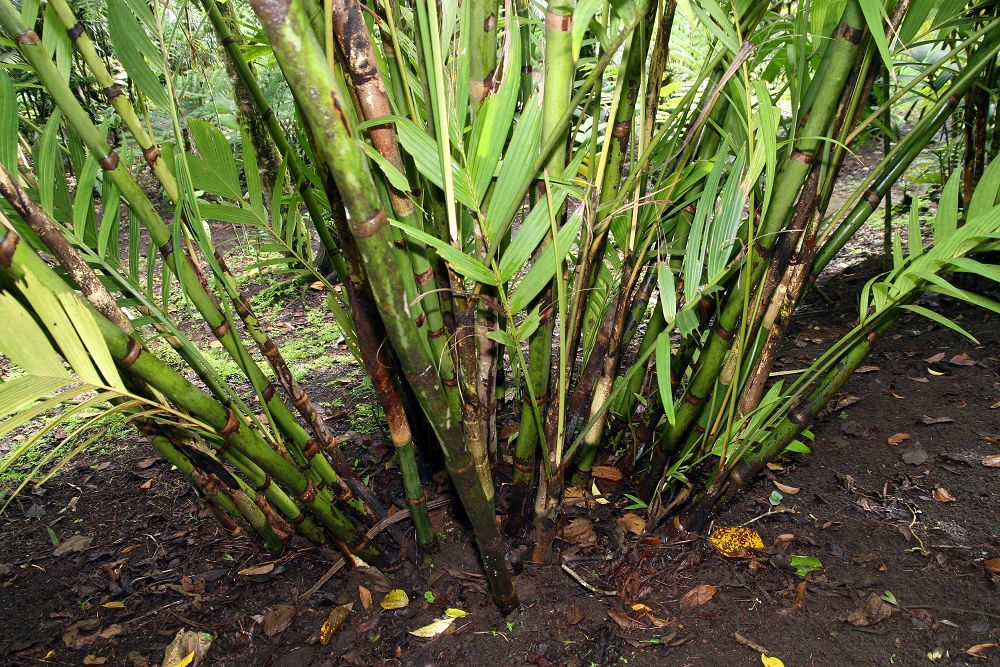
Pinanga batanensis

Pinanga (Pinanga Kunth) – rodzaj roślin z rodziny arekowatych. Obejmuje 143 gatunki. Zasięg rodzaju obejmuje Azję Południowo-Wschodnią – od Indii i Chin po Nową Gwineę, przy czym najbardziej zróżnicowane są na Borneo. Rosną zwykle na mokradłach, w podszycie wilgotnych lasów równikowych i lasów mglistych w górach. Większość gatunków rośnie w miejscach zacienionych, ale niektóre znoszą stanowiska nasłonecznione. Niektóre gatunki na Borneo są reofitami (rosną w wodach płynących). Niektóre gatunki rosną wysoko w górach sięgając ponad 2800 m n.p.m. Kwiaty zapylane są przez chrząszcze, przy czym u co najmniej dwóch gatunków najwyraźniej są samopylne – rozwijają się bowiem w zamkniętej pochwie (osłonięte podsadką).
Palmy bywają uprawiane jako ozdobne, cenione ze względu na gęsty pokrój, atrakcyjne zabarwienie i formę kłodziny, preferowane są zwłaszcza w miejscach cienistych i wilgotnych. Owoce bywają spożywane jako substytut owoców palmy betelowej. Są one też istotnym pożywieniem makaka sulaweskiego. Z drewna wykonywane są listewki, liście bywają używane do krycia chat. Młody rdzeń P. mannii spożywany jest jako serce palmy na Nikobarach i Anadamanach.
Nazwa rodzaju pochodzi od malajskiego określenia pinang oznaczającego niewielką palmę. 

## Morfologia

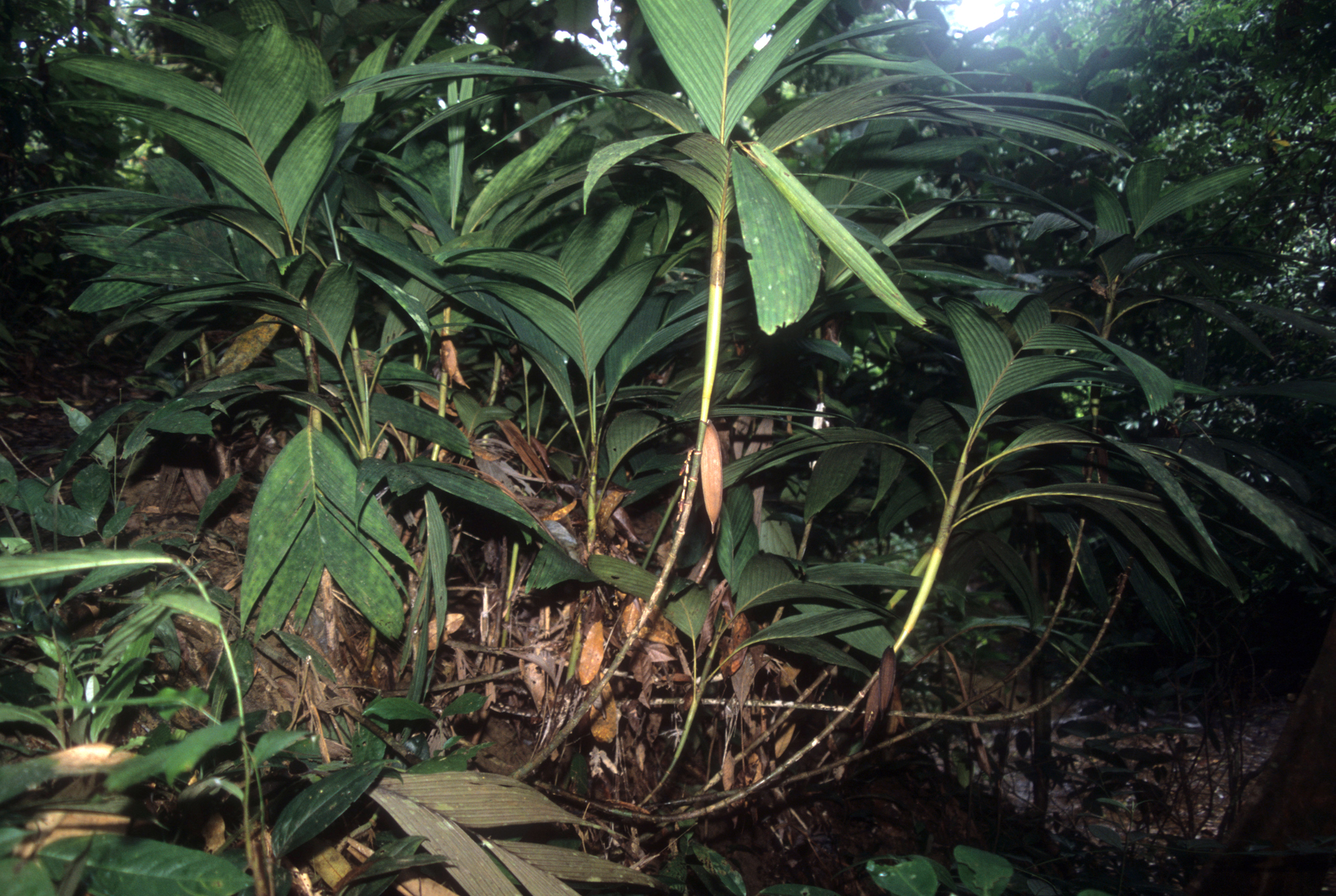
Pinanga cleistantha

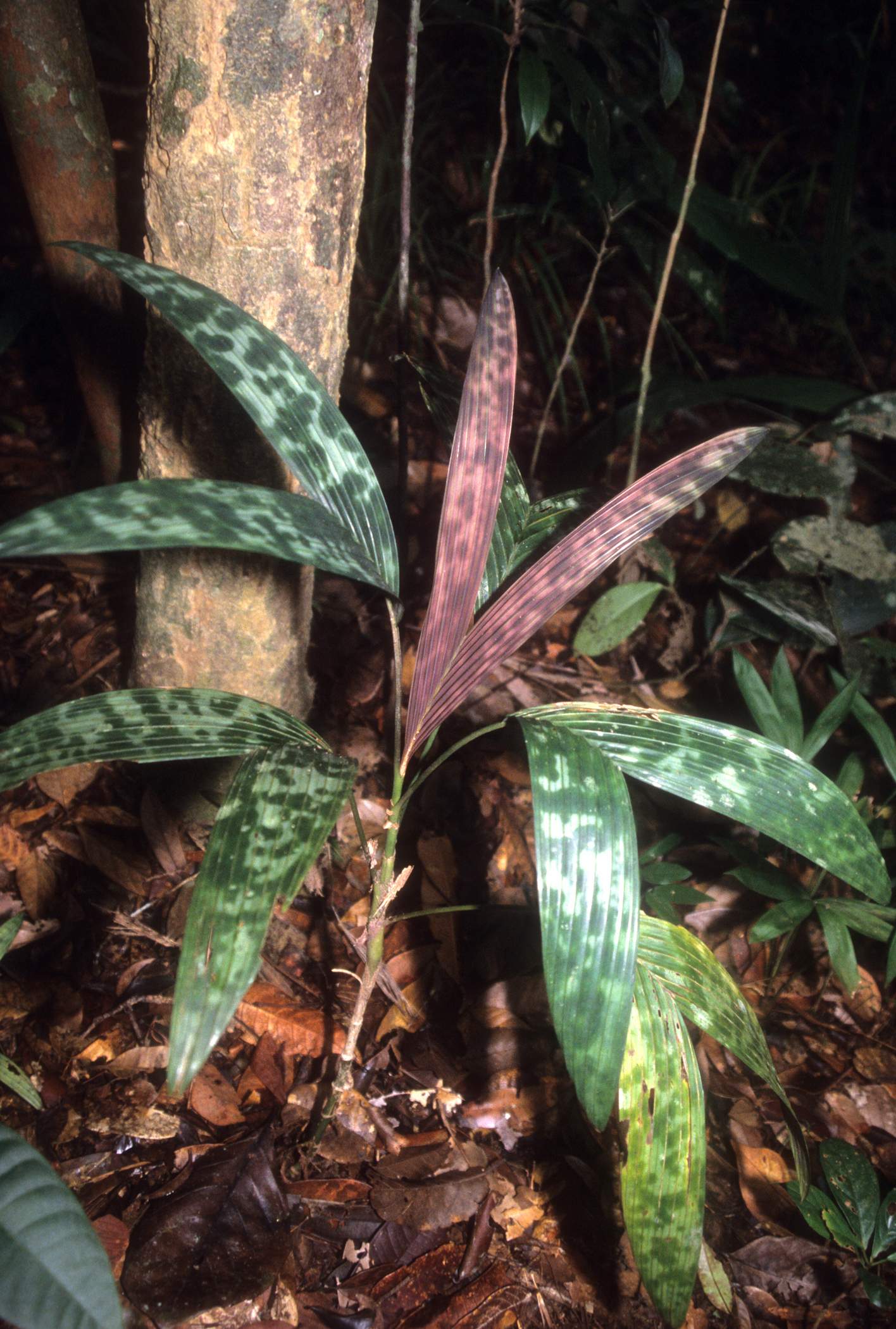
Pinanga disticha

PokrójPalmy zwykle niewielkie, z pojedynczą lub (częściej) kępiasto rosnącą kłodziną, niektóre z kłodziną silnie zredukowaną. Rośliny pozbawione są kolców, pnie są prosto wzniesione i gładkie, z wyraźnymi bliznami po opadłych liściach, często z korzeniami przybyszowymi i łuskami zabarwionymi szaro lub czerwonobrązowo. W górnej części kłodziny wyraźna nibyłodyga tworzona przez stulone pochwy liści (crownshaft).
LiścieSkupione w liczbie 5–11 na szczycie pędu w pióropusz, pierzastozłożone lub rzadziej pojedyncze. Pochwy liściowe zamknięte, tworzą w górze kłodziny wyraźną, zieloną lub żółtawą nibyłodygę, często pokrytą różnie zabarwionymi łuskami. Listki ułożone są w jednej płaszczyźnie i osadzone regularnie wzdłuż osi liścia, z jedną lub kilkoma żyłkami, zwykle równowąskie, ale o zmiennej szerokości (czasem nawet na tej samej roślinie). Na szczycie liścia listki są połączone nasadami, co wygląda jakby szczytowy listek był klapowany.
KwiatyJednopłciowe, ale kwiaty obu płci wyrastają na tych samych roślinach (palmy jednopienne) w obrębie tych samych kwiatostanów. Kwiatostany wyrastają zwykle z kłodziny poniżej pióropusza liści, rzadziej między liśćmi. Kwiatostany okryte są w pąku tylko jedną podsadką (spathą), po której opadnięciu zwykle zwisają, rzadziej są wzniesione lub rozpostarte. Rozgałęzienia kwiatostanu są nieliczne, tylko I rzędu lub ich brak. Osie kwiatostanu są gładkie, tylko u kilku gatunków są owłosione. Kwiaty wyrastają na osiach trójkami – z kwiatem żeńskim usytuowanym między parą kwiatów męskich. Zwykle trójki te rozwijają się w dwóch rzędach po obu stronach osi kwiatostanu, rzadziej ułożone są spiralnie w trzech lub sześciu rzędach.
Kwiaty męskie są asymetryczne – z nierównymi listkami okwiatu, które są ułożone w dwóch okółkach po trzy, te wewnętrzne zwykle nieco mięsiste. Kwiaty są siedzące, rzadko na szypułce. Zawierają zwykle od 12 do 68 pręcików, rzadko jest ich tylko 6. Nitki pręcików są krótkie, pylniki równowąskie. Kwiaty żeńskie są mniejsze od męskich, kulistawe, symetryczne. Listki w obu okółkach po trzy, wolne, błoniaste. Zalążnia jednokomorowa, kulista, szyjka słupka krótka.
OwoceNiewielkie pestkowce kształtu kulistego, elipsoidalnego lub wrzecionowatego, zmieniające zwykle kolor w czasie dojrzewania od zielonego do różowego, następnie czerwonego i w końcu czarnego. Także osie kwiatostanu w czasie owocowania często wyraźnie zabarwione – są żółte lub pomarańczowe. Egzokarp gładki, błyszczący lub matowy. Mezokarp dość cienki, mięsisty i słodki. Endokarp tworzą podłużne włókna przylegające do nasiona.
Rodzaje podobnePinanga jest blisko spokrewniona i podobna do rodzajów Nenga i areka Areca. Wszystkie trzy wyróżniają się obecnością tylko jednej podsadki (spathy) – pochwiasto obejmującej kwiatostan (brak innych liści podkwiatostanowych na szypule kwiatostanu). Pinanga od Nenga i Areca różni się obecnością kwiatów męskich i żeńskich na całej długości kwiatostanów (u Nenga i Areca kwiaty męskie skupiają się na końcach kwiatostanów, co widać także w czasie owocowania – w postaci nagich, pozbawionych owoców zakończeń osi kwiatostanów). Poza tym łuski na pędach Pinanga bywają szare lub czerwonobrązowe, a u pozostałych dwóch rodzajów są one zielone.

## Systematyka

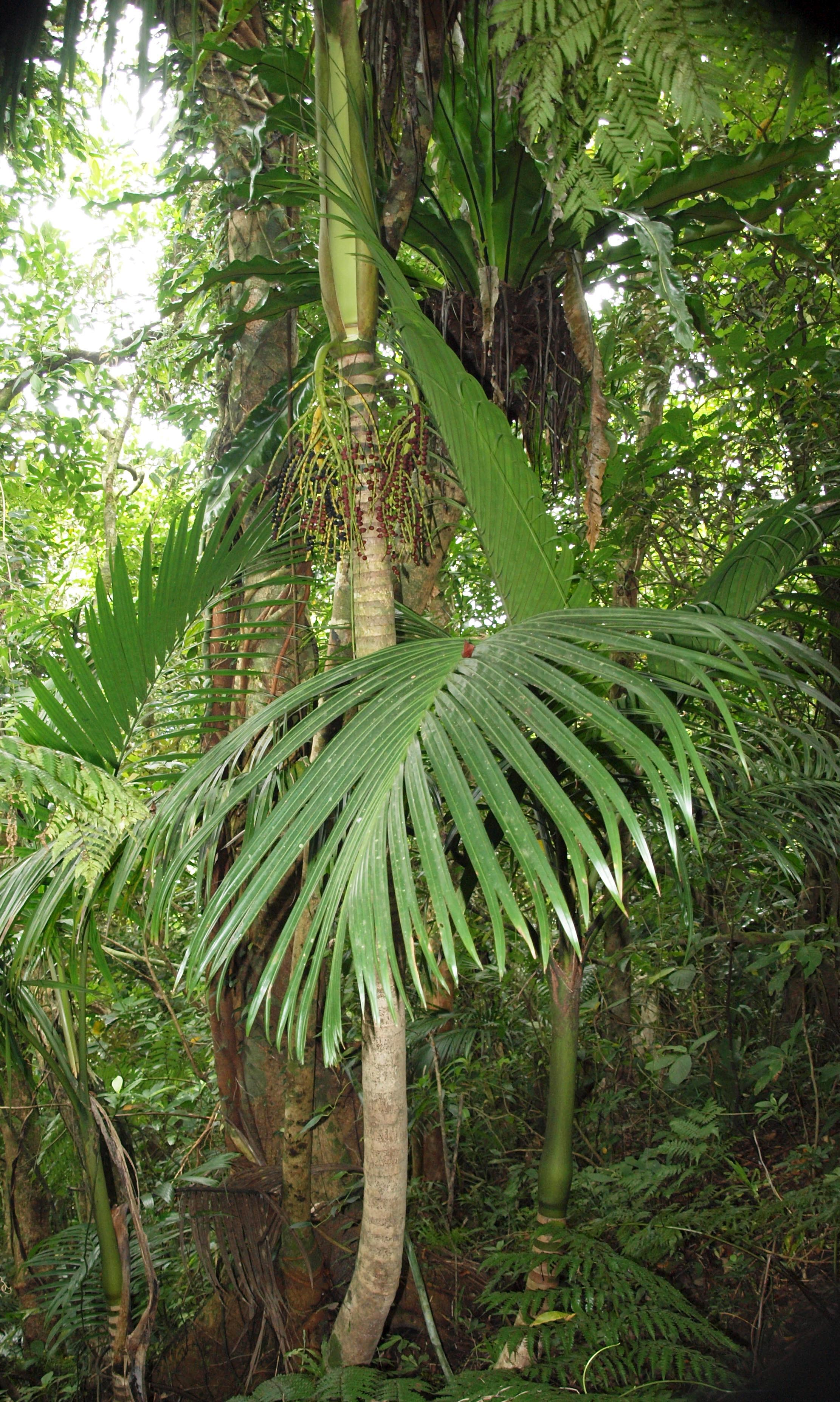
Pinanga tashiroi

Rodzaj z rodziny arekowatych (Arecaceae) z rzędu arekowców (Arecales). W obrębie rodziny należy do podrodziny Arecoideae, plemienia Areceae i podplemienia Arecinae. Pinanga jest blisko spokrewniona z rodzajami Nenga i areka Areca. 
Wykaz gatunków
- Pinanga acaulis Ridl.
- Pinanga acuminata A.J.Hend.
- Pinanga adangensis Ridl.
- Pinanga albescens Becc.
- Pinanga andamanensis Becc.
- Pinanga angustisecta Becc.
- Pinanga annamensis Magalon
- Pinanga arinasae Witono
- Pinanga aristata (Burret) J.Dransf.
- Pinanga arundinacea Ridl.
- Pinanga auriculata Becc.
- Pinanga badia Hodel
- Pinanga basilanensis Becc.
- Pinanga batanensis Becc.
- Pinanga baviensis Becc.
- Pinanga bicolana Fernando
- Pinanga borneensis Scheff.
- Pinanga brevipes Becc.
- Pinanga brewsteriana Ridl.
- Pinanga caesia Blume
- Pinanga capitata Becc.
- Pinanga cattienensis A.J.Hend., N.K.Ban & N.Q.Dung
- Pinanga celebica Scheff.
- Pinanga chaiana J.Dransf.
- Pinanga cleistantha J.Dransf.
- Pinanga copelandii Becc.
- Pinanga coronata (Blume ex Mart.) Blume
- Pinanga crassipes Becc.
- Pinanga cucullata J.Dransf.
- Pinanga cupularis A.J.Hend., N.K.Ban & N.Q.Dung
- Pinanga curranii Becc.
- Pinanga declinata A.J.Hend., N.K.Ban & N.Q.Dung
- Pinanga decora L.Linden & Rodigas
- Pinanga densiflora Becc.
- Pinanga dicksonii (Roxb.) Blume
- Pinanga disticha (Roxb.) H.Wendl.
- Pinanga dumetosa J.Dransf.
- Pinanga egregia Fernando
- Pinanga forbesii Ridl.
- Pinanga fractiflexa Hodel
- Pinanga furfuracea Blume
- Pinanga geonomiformis Becc.
- Pinanga glauca Ridl.
- Pinanga glaucescens Ridl.
- Pinanga glaucifolia Fernando
- Pinanga globulifera (Lam.) Blume
- Pinanga gracilis Blume
- Pinanga gracillima Merr.
- Pinanga grandijuga Burret
- Pinanga grandis Burret
- Pinanga griffithii Becc.
- Pinanga gruezoi Adorador & Fernando
- Pinanga heterophylla Becc.
- Pinanga hexasticha (Kurz) Scheff.
- Pinanga hookeriana Becc.
- Pinanga humilis A.J.Hend., N.K.Ban & N.Q.Dung
- Pinanga hymenospatha Hook.f.
- Pinanga inaequalis Blume
- Pinanga insignis Becc.
- Pinanga isabelensis Becc.
- Pinanga jamariensis C.K.Lim
- Pinanga jambusana C.K.Lim
- Pinanga javana Blume
- Pinanga johorensis C.K.Lim & Saw
- Pinanga keahii Furtado
- Pinanga kontumensis A.J.Hend., N.K.Ban & N.Q.Dung
- Pinanga lacei A.J.Hend.
- Pinanga latisecta Blume
- Pinanga lepidota Rendle
- Pinanga ligulata Becc.
- Pinanga limbangensis C.K.Lim
- Pinanga limosa Ridl.
- Pinanga macrospadix Burret
- Pinanga maculata Porte ex Lem.
- Pinanga malaiana (Mart.) Scheff.
- Pinanga manii Becc.
- Pinanga megalocarpa Burret
- Pinanga micholitzii Sander
- Pinanga minor Blume
- Pinanga minuta Furtado
- Pinanga mirabilis Becc.
- Pinanga modesta Becc.
- Pinanga mooreana J.Dransf.
- Pinanga negrosensis Becc.
- Pinanga nuichuensis A.J.Hend., N.K.Ban & B.V.Thanh
- Pinanga pachycarpa Burret
- Pinanga pachyphylla J.Dransf.
- Pinanga palustris Kiew
- Pinanga pantiensis J.Dransf.
- Pinanga paradoxa (Griff.) Scheff.
- Pinanga parvula Ridl.
- Pinanga patula Blume
- Pinanga pectinata Becc.
- Pinanga perakensis Becc.
- Pinanga philippinensis Becc.
- Pinanga pilosa (Burret) J.Dransf.
- Pinanga plicata A.J.Hend.
- Pinanga polymorpha Becc.
- Pinanga porrecta Burret
- Pinanga pulchella Burret
- Pinanga purpurea Hendra
- Pinanga quadrijuga Gagnep.
- Pinanga ridleyana Becc. ex Furtado
- Pinanga rigida Becc.
- Pinanga riparia Ridl.
- Pinanga rivularis Becc.
- Pinanga rumphiana (Mart.) J.Dransf. & Govaerts
- Pinanga rupestris J.Dransf.
- Pinanga salicifolia Blume
- Pinanga samarana Becc.
- Pinanga sarmentosa Saw
- Pinanga schwanerensis Randi, Hikmat & Heatubun
- Pinanga sclerophylla Becc.
- Pinanga scortechinii Becc.
- Pinanga sembilan C.K.Lim
- Pinanga sessilifolia Furtado
- Pinanga sibuyanensis Becc.
- Pinanga sierramadreana Fernando
- Pinanga simplicifrons (Miq.) Becc.
- Pinanga singaporensis Ridl.
- Pinanga sobolifera Fernando
- Pinanga speciosa Becc.
- Pinanga spiralis A.J.Hend. & N.Q.Dung
- Pinanga stricta Becc.
- Pinanga stylosa Becc.
- Pinanga subintegra Ridl.
- Pinanga subruminata Becc.
- Pinanga sylvestris (Lour.) Hodel
- Pinanga tashiroi Hayata
- Pinanga tenacinervis J.Dransf.
- Pinanga tenella (H.Wendl.) Scheff.
- Pinanga tomentella Becc.
- Pinanga tomentosa A.J.Hend.
- Pinanga trichoneura Becc.
- Pinanga uncinata Burret
- Pinanga urdanetensis Becc.
- Pinanga urosperma Becc.
- Pinanga variegata Becc.
- Pinanga veitchii H.Wendl. ex H.J.Veitch
- Pinanga versicolor A.J.Hend.
- Pinanga watanaiana C.K.Lim
- Pinanga woodiana Becc.
- Pinanga yassinii J.Dransf.